# Tami Kiuru
Tami Kiuru, finski smučarski skakalec, * 13. september 1976, Vantaa, Finska.  
Prvič je v svetovnem pokalu nastopil v sezoni 1992/93 v  Planici, vendar vse do leta 1999 ni dobil priložnosti v finski A reprezentanci. Prve točke je osvojil v Harrachovu, ko je bil osmi. Do leta 2006 je zbral 16 uvrstitev med najboljšo deseterico, trikrat pa je bil na odru za zmagovalce. Svojo edino zamgo v svetovnem pokalu je dosegel v sezoni 2003/04 v nemškem Titisee-Neustadtu. V isti sezoni je dosegel najboljšo skupno uvrstitev v svetovnem pokalu - 16. mesto (411 točk).
Nastopil je na svetovnem prvenstvu v Val di Fiemmeju leta 2003 in Oberstdorfu leta 2005. Na orvem je bil peti na mali skakalnici in deseti na veliki. S finsko ekipo pa je osvojil zlatom medaljo, dve leti kasneje pa še srebrno. Na svetovnem prvenstvu v poletih v Planici leta 2004 je osvojil posamično bronasto in ekipno srebrno medaljo. Na ekipni je za svoj drugi polet prejel samo 0,5 točke manj od najboljše možne ocene (4x 20 in 1x 19,5). Ekipni dosežek je ponovil na prvenstvu v Kulmu dve leti kasneje.

## Dosežki

### Zmage
Tami Kiuru ima 1 zmago  za svetovni pokal:
| Sezona  | Država/Prizorišče |
| ------- | ----------------- |
| 2003/04 | Titisee-Neustadt  |